# Otto Wirsching

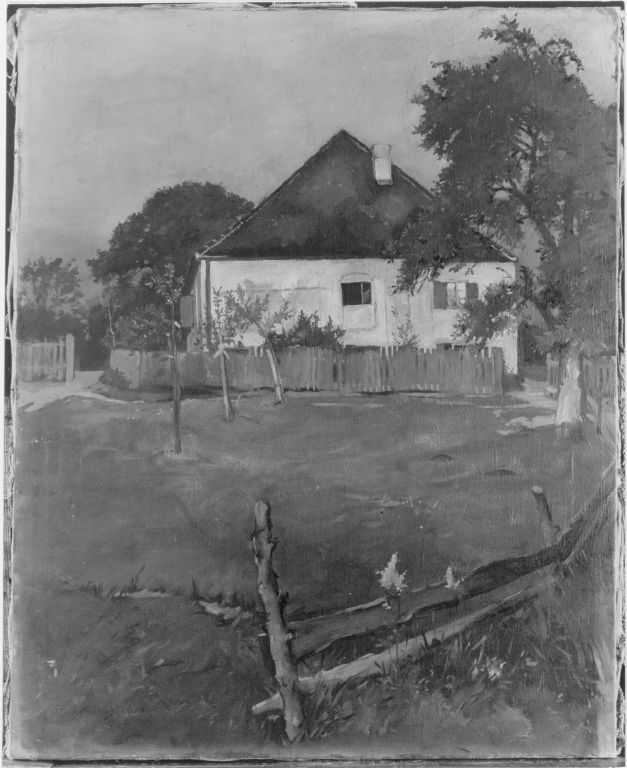
Der Pollnhof bei Dachau

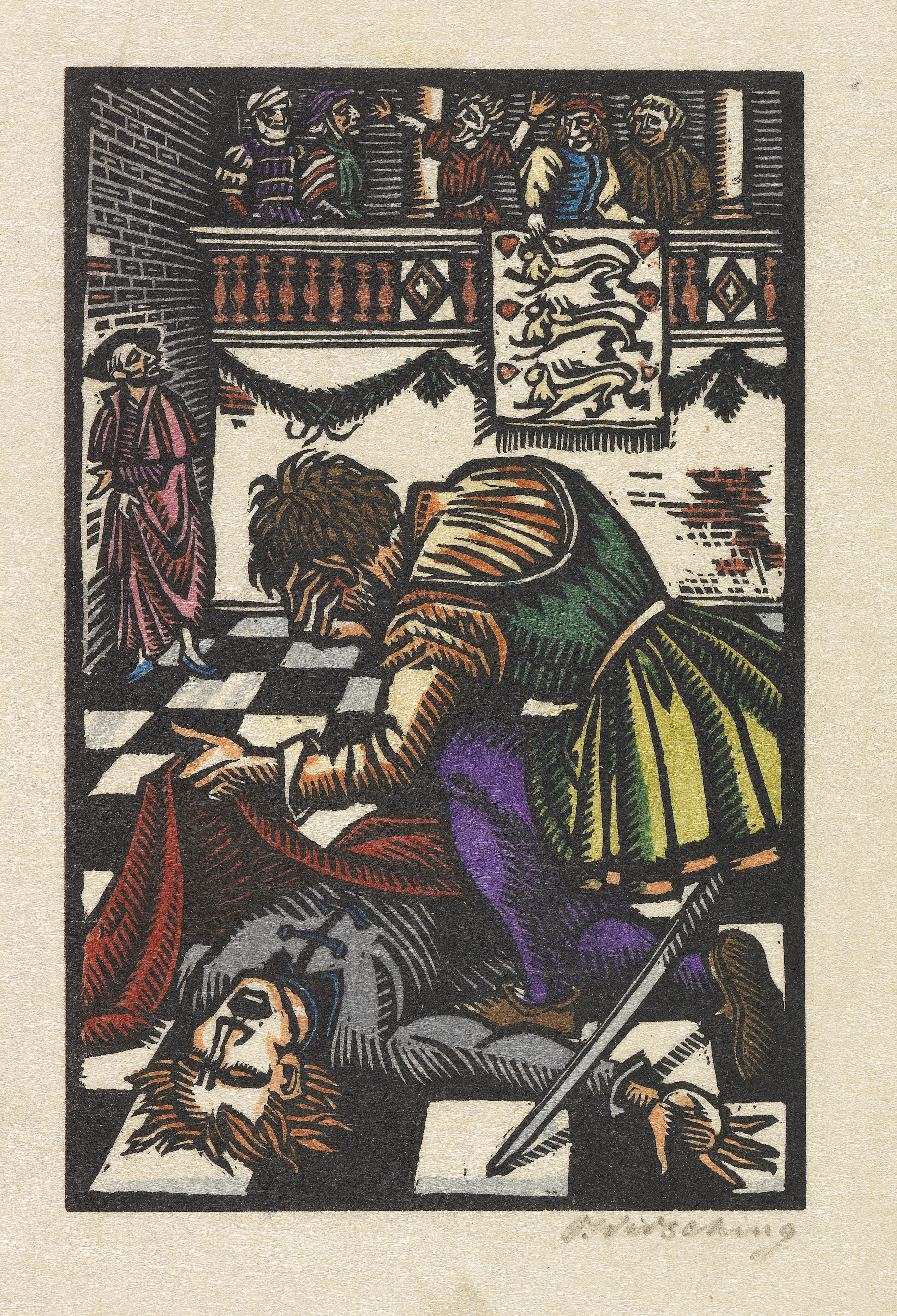
Hamlet (1918)

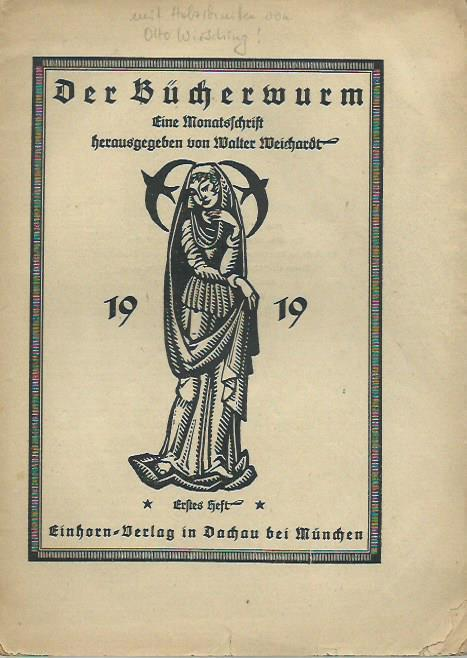
Der Bücherwurm (1919)

Otto Wirsching (geboren 19. Januar 1889 in Nürnberg; gestorben 1. Dezember 1919 in Dachau) war ein deutscher Maler und Holzschneider.

## Leben
Otto Wirsching stammte aus einer Nürnberger Apothekerfamilie. Nach dem Gymnasium besuchte er die Kunstgewerbeschule Nürnberg. 1907 studierte er bei Gabriel von Hackl an der Kunstakademie München und 1910 wurde er Meisterschüler von Hugo von Habermann. 1909 machte er eine Fußreise nach Italien und Korsika. Im Jahr 1910 reiste er nach Paris und im Jahr 1911 fertigte er in den Uffizien in Florenz und im Prado von Madrid Kopien der alten Meister an. Seine nächste Tour führte ihn 1913 von Italien nach Griechenland und über Konstantinopel zurück nach Budapest, wo er die  akademische Malerin Aranka Kovács (1887–1965) kennenlernte. Die beiden heirateten am 1. Juli 1914 und ließen sich auf dem Pollnhof bei Dachau nieder, sie hatten einen 1917 geborenen Sohn. Wirsching hatte einen Herzfehler und wurde daher nicht in den Ersten Weltkrieg eingezogen.
In Dachau wandte sich Wirsching der Graphik zu und entwarf ganze Bücher für Walter Blumtritts Dachauer Einhorn-Verlag. Er schuf die Mappe Vom Totentanz anno 1915 mit zehn Holzschnitten und 1918 eine Mappe zu Hamlet.

## Buchillustrationen (Auswahl)
- Angelus Silesius: Der cherubinische Wandersmann. Grafik Otto Wirsching. Einhorn-Verlag, Dachau 1922.
- Friedrich Naumann: Glauben und Hoffen. Grafik Otto Wirsching. Einhorn-Verlag, Dachau 1920.
- William Shakespeare: Hamlet, Prinz von Dänemark. Grafik Otto Wirsching. Einhorn-Verlag, Dachau 1920.
- Simon Lemnius: Monachopornomachia. Müller, München 1919.
- Hanns Floerke (Hrsg.): Das äskulapische Dekameron. Ärzte, Apotheker u. Medizinen in d. Novellen u. Schwänken bis 1600. Von den Holzschnitten sind der Titel und die 3 ersten von Otto Wirsching, die übrigen 14 von Hans Halm. Georg Müller, München 1920.